# Paparazzi (sang)
"Paparazzi" er femte single fra den amerikanske sangerinde Lady Gagas debutalbum, The Fame. Sangen er skrevet af Lady Gaga og Rob Fusari og blev frigivet på verdensplan i 5. juli 2009.

## Hitliste
| Hitliste (2011)                  | Højeste placering |
| -------------------------------- | ----------------- |
| Australian Singles Chart         | 2                 |
| Austrian Singles Chart           | 3                 |
| Belgian Singles Chart (Flanders) | 7                 |
| Belgian Singles Chart (Wallonia) | 6                 |
| Brazilian Hot 100 Airplay        | 18                |
| Canadian Hot 100                 | 3                 |
| Czech Airplay Chart              | 1                 |
| Danish Singles Chart             | 12                |
| Dutch Top 40                     | 4                 |
| European Hot 100 Singles         | 3                 |
| Finnish Singles Chart            | 9                 |
| French Singles Chart             | 6                 |
| German Singles Chart             | 1                 |
| Hungarian Airplay Chart          | 10                |
| Irish Singles Chart              | 4                 |
| Italian Singles Chart            | 3                 |
| New Zealand Singles Chart        | 5                 |
| Slovak Airplay Chart             | 5                 |
| Spanish Singles Chart            | 46                |
| Swedish Singles Chart            | 22                |
| Swiss Singles Chart              | 4                 |
| UK Singles Chart                 | 4                 |
| US Billboard Hot 100             | 6                 |
| US Adult Contemporary            | 15                |
| US Hot Dance Club Songs          | 1                 |
| US Pop Songs                     | 1                 |